# 松沢一鶴
松沢 一鶴（まつざわ いっかく、1900年9月7日 - 1965年1月10日）は、日本の競泳選手、指導者。元東京都教育委員会委員長。位階は正五位。後に「東京式」と呼ばれることとなる1964年東京オリンピックの閉会式の演出を手掛けた人物でもある。

## 経歴
東京府東京市京橋区生まれ。東京市立泰明小学校、東京府立第一中学校、第一高等学校を経て、1927年（昭和2年）に東京帝国大学理学部化学科を卒業した。この学歴系統は日本泳法の神伝流を継承しており、松沢も神伝流を習得し、水泳選手として鳴らした。1921年（大正10年）、第5回極東選手権競技大会（上海）440ヤード自由形で優勝。1923年（大正12年）の第6回極東選手権競技大会（大阪）では日本水泳チームの主将として臨んだ。
1932年ロサンゼルスオリンピック、1936年ベルリンオリンピック日本代表水泳監督を務めた後、1940年東京オリンピックの開催に尽力するが、日中戦争の激化に伴い、日本はオリンピックを返上し、実現されなかった。1941年（昭和16年）には大日本体育協会事務局長に就任し、1943年（昭和18年）まで務めた。松沢が局長に就任した1941年（昭和16年）は大規模な競技会の中止が申し渡された年であり、退任した1943年（昭和18年）はあらゆる大会が原則禁止された年であった。
松沢は官僚とスポーツを巡って議論を戦わせ、スポーツの理念を説き続けたが、大会中止の流れを止めることはできず、ついには国に抵抗して密かに記録会を開催した。この記録会は『東日本記録会』と題して東京市王子区の名主水泳場（現在の東京都北区の名主の滝公園に存在した25mプール）にて1941年9月に実施され、この大会には1936年ベルリンオリンピックに100m背泳ぎで出場した児島泰彦らが出場し、児島はオリンピックでマークした自己ベストを1秒以上更新した。
1943年（昭和18年）、7万人の学生が学徒出陣に招集され、10月21日に明治神宮外苑競技場で挙行された出陣学徒壮行会の模様を松沢は神宮競技場で見守っていた。最終的に松沢は14人の教え子を戦争で失った。
戦後も、「水泳日本」の再建に尽力し、日本水泳連盟の要職を務め、日本水連シンクロ普及部長を務めていた。娘の松沢洋子は日本におけるアーティスティックスイミング（シンクロ）の草分け的存在としても知られる。
1964年東京オリンピック大会組織委員会参事などに就任した。一方、大阪ゴム取締役や東京切抜通信社（父の死を受けて小学生にして継承した）社長を務めていた。
戦後の東京都教育委員長に公選制にて最高点で当選するなど3期務めたが、知事による任命制とする法案の成立に反対し、その後辞職した。一期目となる選挙では古橋廣之進と橋爪四郎が応援演説を行い、当時人気絶頂だった2人を見ようと黒山の人だかりができたという。
1965年1月10日、脳卒中のために逝去。64歳没。没後に正五位と勲三等瑞宝章を追叙追贈された。1月13日にオリンピック組織委員会・日本体育協会・日本水泳連盟合同の葬儀が青山葬儀所で営まれ、高石勝男水泳連盟会長が弔辞を読んだ。参列者はスポーツ界のみならず、政界や教育界の関係者も多く、2,000人に上った。

## 人物
水泳関係者の間では「カクさん」の愛称で親しまれていた。盟友・田畑政治からは「松沢」と呼び捨てにされており、松沢も「田畑」と呼び捨てにしていた。（田畑から松沢への追悼文では「松沢君」と書いている。）田畑は、後に高石勝男から反発された際、松沢と仲良くしすぎたことが高石の反発の遠因ではないかと考えたほどに、田畑と松沢は強い友情で結ばれていた。
博識であったことから、古橋廣之進や橋爪四郎から慕われ、2人は松沢の東京都教育委員選挙の応援演説に馳せ参じた。（応援演説には田畑が2人を派遣したという説もあるが、2人が松沢を慕っていたのは事実である。）教育委員長としては、朝鮮学校を公認せよという圧力に屈することなく、都の方針である非公認を貫いた。田畑は「一見温和に見えるがシンは強いんだ」と松沢を評し、友に持ったことを誇りとしていた。
東京都内の地理に明るく、運転手が知らない細い道まで熟知していた。几帳面な性格で、毎日分厚い手帳を持ち歩き、克明に記帳した。この手帳にはびっしりと選手の記録が書き込まれていた。
酒好きであり、黙々と楽しそうにビールを飲む姿が水泳関係者に深い印象を与えていた。宴会では酒が残っている限り、名残惜しさに延々と居座り続け、幹事の解散宣言が出るまで宴席に居残る「ビリ組」の常連であり、大将格であった。1950年（昭和25年）の夏の日米対抗水上大会のために来日したロバート・キッパス監督の歓迎会（多摩川）では、泥酔して河原に転落し、額と頬を負傷したが、本人は「例によって例のとおりで」と語っており、よくあることだった。東京オリンピックの時期には血圧を気にして断酒していたが、1964年（昭和39年）12月18日の忘年会ではハイペースで杯を乾かす姿を田畑が目撃しており、酒豪ぶりが復活したかに見えたという。しかしその後の年明けに松沢は死去し、一高時代からの友人であった与謝野秀（東京オリンピック組織委員会事務総長）は「オリンピックの心労が死期を早めたのではないか」との見方を示した。

### 式典の神様
松沢は明治神宮競技大会で式典の演出を担当し、その巧みさから「式典の神様」の異名を持っていた。この実績から1958年アジア競技大会（東京で開催）で式典部長を務め、光を使った演出で別れの雰囲気を創出し、国際オリンピック委員会委員（IOC委員）を驚かせ、1960年ローマオリンピックの閉会式は、松沢の演出法を模倣したものとなった。アジア大会閉会式の成功の裏では、中華民国の国旗を上下逆さまに掲揚するという痛恨のミスを犯し、松沢は日本体育協会の要職を降りる決意を固めるが、娘の洋子に「戦死した教え子が東京オリンピックを待っている」と諭され、1964年東京オリンピックの式典演出という要職を引き受けた。
松沢はまず、ユーラシア大陸横断聖火リレーを提案したが、国際情勢からこれは実現できなかった。開会式は厳粛かつ整然と行われて各国の評価はよかったものの、松沢にとっては学徒出陣の光景を想起させるものだった。閉会式でサプライズ演出を目指していた松沢は、成功の鍵は1人でも多くの選手に閉会式まで残ってもらうことだと考え、選手村での男女の往来を一部解禁したり、大会中に独立を果たしたザンビアを祝うパーティを開いたりして選手を喜ばせた。こうして準備を整えた松沢は、男子マラソン勝者のアベベ・ビキラに続いて、選手が国も性別も超えて一団となって入場するという演出を行い、のちにこれは「東京式」と呼ばれるようになった。成功裏に終わった閉会式からわずか2か月半後、松沢はこの世を去った。

## 水泳と松沢

### 選手として
神伝流の泳ぎ手であり、その泳ぎぶりは水面を滑るようでいて、なおかつ水を制するような力強い泳ぎであったという。1919年（大正10年）、東大水泳部の主催による全国水泳大会（静岡・戸田）の1500m自由形で、片抜手の松沢（一高）とクロールの高石勝男（茨木中）が対決した。結果、あおり足の松沢がうまく水を捉えて勝利したが、当日は波が高く、高石はクロールのバタ足が空回りして威力を発揮することができなかった。もしこれが静水であったなら、クロールの高石が勝っていただろうと松沢は考え、この試合を観戦していた田畑政治（東大）も同じ意見であった。この日本泳法とクロールをめぐる意見交換が松沢と田畑の初めての会話であり、以後生涯の親友となった。これ以降、松沢は本格的にクロールに転向し、日本水泳界もクロールに移行していったが、日本泳法がクロールに勝ったという有終の美は、日本泳法にノスタルジアを感じる人々にとって忘れがたい思い出となった。
松沢は、大学に進学すれば好きな泳ぎがのんびりとできなくなると考え、わざと一高で留年を繰り返したという。この間、松沢は欧米の水泳専門書を取り寄せ、水泳理論と実際を研究していた。東大在学中はクロールに熱中した。
現役引退後も日本泳法の研究を続け、国民体育大会で地方に行く機会があると、数日を日本泳法の研究に充て、簡単には得難い資料を入手するほど熱心であった。1964年（昭和39年）には「来年の日本泳法の大会には出場する」と語ったが、死去したため叶わなかった。

#### 主な実績
- 1919年第3回戸田水泳大会　100m自由形2位
- 1919年第13回関東連合水泳大会　50m自由形優勝　100m自由形2位　800mリレー優勝
- 1921年第5回極東選手権競技大会予選　1500m自由形1位
- 1921年第5回極東選手権競技大会　100y自由形3位　400y自由形優勝　1マイル自由形2位
- 1921年第1回全国専門学校対抗水泳大会（現インカレ）　200m自由形優勝　400m自由形2位　800m自由形優勝
- 1922年第2回全国専門学校対抗水泳大会　400m自由形3位　800m自由形2位
- 1923年第6回極東選手権競技大会予選　1マイル自由形2位
- 1923年第6回極東選手権競技大会　1マイル自由形3位　800mリレー優勝・日本新記録
- 1924年第3回全国学生水上競技大会　400m自由形3位　800m自由形3位

### 監督として
松沢は1932年（ロサンゼルス）、1936年（ベルリン）と連続でオリンピック日本代表の水泳監督を務め、数多くのメダルをもたらした。
ロサンゼルスオリンピックでは、総監督の田畑は、監督と選手が信頼関係を築けなければ、監督がただのお飾りになってしまうと考え、早期の監督決定にこだわった。当初、小野田一雄（1924年パリオリンピック水泳主将）を監督に据えようとしたが、小野田はすでに南満州鉄道に就職していたため固辞し、ならば松沢しかいないと考え、松沢が監督に就任することとなった。こうして田畑が面倒な交渉事、選手候補や合宿日程の決定を担当し、松沢が選手と信頼関係を築き、水泳指導に専念するという分担が成立した。
東大理学部出身の松沢監督は、東大医学部の協力を仰ぎ、数字で物事をとらえる新しいトレーニング法を導入した。これは科学的トレーニングの先駆的な取り組みであり、特にデンマーク体操を基本とした柔軟体操を重視し、松沢は柔軟体操がロサンゼルスの勝因であるとした。1964年東京オリンピックの頃にはサーキットトレーニングがもてはやされたが、松沢は「サーキットトレーニングという名前を使っていなかっただけで、自分はロサンゼルスオリンピックの頃からやっていた」と主張した。主張の真偽はともかく、松沢のトレーニング法が先進的であったことは確かである。斬新すぎて古参の選手から苦情や悲鳴が上がったというが、松沢は争わずして納得させた。
練習メニューはハードであり、理学部出身らしく物理的な説明や工夫に優れていた。水泳理論に一家言ある選手が多い中で、松沢は選手と大いに議論し、上から自説を押し付けるようなことはしなかった。とは言え、自説を曲げたことはほとんどなく、クロールに対する考え方は終生変わらなかった。
松沢は「選手作りは人作り」という考え方の持ち主であったことから、水泳の技術的な指導のみならず、初めて日本を出て戦う選手が多いことに配慮して、洋式トイレの使い方や食事のマナーの指導も行った。選手の不安を取り除くために集団で食堂に行かせたり、日本からアメリカに渡る船の上での生活や選手村での生活にゆとりを持たせたりするなど、選手の心理面の管理も重視した。「ゆとりある生活」には、練習を休みにして、飛行機で1泊2日の旅行に連れていくというものもあった。一度、水泳のことを忘れて遊園地などで遊ばせることが得策であると松沢は考えたのであった。
続くベルリンオリンピックでも水泳日本選手団は4つの金メダルを獲得したが、ロサンゼルスオリンピックと比べると成績は「がた落ち」であった。その原因は、シベリア鉄道の長旅から解放された選手が、プールで張り切って世界新記録をたたき出すなど好調だったため、松沢が選手を自由に泳がせたことだと考え、松沢は「一生の不覚」と語った。またロサンゼルスオリンピックと同様、旅行に連れていく計画を立てていたにもかかわらず、これを実行することができなかった。選手が自由に泳ぎ、疲労が蓄積した段階でオリンピック本番を迎えたため、十分な実力を発揮できなかったと松沢は考えたのであった。この結果を田畑は非常に悔しがったが、決して松沢を責めることはせず、自分に責任があるという立場を取った。
ベルリンオリンピック後は、1940年東京オリンピックへの出場を目指す大学生の指導にあたったが、東京オリンピックは中止となり、オリンピックに選手を送ることはできなかった。

### 審判員として
中学生から社会人まで、さまざまな大会で自ら笛を吹き、審判長として活躍した。競泳競技が一段落し、水球や飛込競技に移ると、ほかの競泳の役員が控室に移動する中で、松沢は観戦を続け、飛込の点数を大会プログラムに書き込んでいたという。ある大会では豪雨に見舞われ、裸足にレインコートといういで立ちで審判を務め上げた。
審判中は常ににこやかであったが、大会続きで疲労した審判に向かってダラダラするなと喝を入れたことがある。また初心者にはストップウオッチの使い方から懇切丁寧に教えた。

## 関連作品
- いだてん〜東京オリムピック噺〜（大河ドラマ / NHK総合、2019年）
  - 演者は皆川猿時で、皆川は役作りのために20kgの減量をして撮影に臨んだ[36]。第25話の入社試験の場面で、田畑政治（演：阿部サダヲ）が上述の松沢と高石の対決を熱弁した[37]。

## 脚註
注釈
1. ↑  言論による圧力のみならず、石や瓦を投げつけるという暴力を伴ったものであった[9]。松沢の自宅には警察官が配置されるほどの緊張状態だったが、松沢本人は悠長に構えていた[18]。
2. ↑  『評伝 田畑政治』による[24]。奥野良が調査した松沢の経歴によると、一高在籍は2年間であり[4]、留年していないことになる。小学校卒業から中学校卒業までの期間が9年あり[4]、留年を繰り返したのは中学時代の可能性がある。
3. ↑  選手候補や合宿日程に関しては、松沢の意見を積極的に取り入れていた[24]。
4. ↑  旅先はサンタカタリナ島であった[26]。

出典
1. 1 2 3  奥野 1965a, p. 5.
2. 1 2  上野 1965, p. 6.
3. 1 2 3 4 5 6 7 8 9 10 11 12  “「東京ビクトリー〜奇跡が導いた東京五輪1964〜」 2018年3月3日（土）放送内容”. 価格.com. 2019年8月31日閲覧。
4. 1 2 3 4 5 6 7 8 9 10  奥野 1965b, p. 9.
5. 1 2 3  上野 1965, p. 7.
6. 1 2 3 4 5  “[NHKスペシャル【「戦争と“幻のオリンピック” アスリート 知られざる闘い」】]の番組概要ページ”. gooテレビ番組（関東版）. 2019年8月31日閲覧。
7. ↑  「第一回東日水泳記録會」『水泳』第81-83巻、日本水上競技聯盟、東京市神田区駿河台、1941年6月、40頁。
8. ↑  大学女子水泳部設立と松沢洋子さん 学習院大学桜友会
9. 1 2 3 4 5 6  杢代 2018, p. 69.
10. 1 2 3  日本水泳連盟 1965, p. 4.
11. ↑  「官報」第11424号 昭和40年1月14日木曜日「叙位・叙勲」「正五位に叙する」
12. ↑  「官報」第11424号 昭和40年1月14日木曜日「叙位・叙勲」「勲三等に叙し瑞宝章を授ける（以上一月十日）」
13. ↑  「官報」第11424号 昭和40年1月14日木曜日「叙位・叙勲」「特旨を以て位記を追賜せられる（各通）（以上一月十二日）」
14. ↑  「二千人が参列 松沢一鶴氏の葬儀」読売新聞1965年1月14日付朝刊、14ページ
15. 1 2 3  杢代 2018, p. 64.
16. ↑  田畑 1965, p. 4.
17. ↑  杢代 2018, p. 64, 69.
18. 1 2 3 4 5 6 7 8  菊池 1965, p. 8.
19. 1 2 3 4 5  根上 1965, p. 7.
20. 1 2  上野 1965, pp. 6–7.
21. 1 2 3 4  「“一鶴さん”の思い出 田畑・与謝野両氏に聞く死期早めた五輪の苦労」朝日新聞1965年1月10日付夕刊、6ページ
22. 1 2  田畑 1965, pp. 4–5.
23. ↑  杢代 2018, pp. 64–65.
24. 1 2 3 4 5 6  杢代 2018, p. 65.
25. ↑  田畑 1965, p. 5.
26. 1 2 3  白山 1965, p. 6.
27. 1 2 3  杢代 2018, pp. 65–66.
28. ↑  杢代 2018, p. 66.
29. ↑  杢代 2018, pp. 66–67.
30. 1 2  杢代 2018, p. 67.
31. 1 2  杢代 2018, p. 68.
32. 1 2 3  杢代 2018, p. 101.
33. ↑  杢代 2018, p. 99.
34. 1 2  杢代 2018, pp. 100–101.
35. ↑  杢代 2018, p. 103.
36. ↑  “皆川猿時：「いだてん」で初大河 役作りで20キロ減量「プレッシャーで痩せたわけではない」”. まんたんウェブ (2019年4月24日). 2019年8月28日閲覧。
37. ↑  近藤正高 (2019年7月7日). “「いだてん」第2部スタート、新主人公・田畑政治を「口が韋駄天」と評した嘉納治五郎に座布団一枚25話”. エキレビ!.  エキサイト. 2019年8月28日閲覧。